# Денніс Скотт (баскетболіст)
Денніс Юджин Скотт (англ. Dennis Eugene Scott, нар. 5 вересня 1968, Гейґерстаун, Меріленд, США) — американський професіональний баскетболіст, що грав на позиції легкого форварда за низку команд НБА. Згодом — баскетбольний коментатор.

## Ігрова кар'єра
На університетському рівні грав за команду Джорджія Тек (1987—1990). Допоміг команді дійти до фіналу чотирьох турніру NCAA.
1990 року був обраний у першому раунді драфту НБА під загальним 4-м номером командою «Орландо Меджик». Захищав кольори команди з Орландо протягом наступних 7 сезонів. До підписання Шакіла О'Ніла 1992 року був основним бомбардиром команди. 1996 року встановив рекорд НБА за кількістю влучних триочкових кидків у одному матчі — 11. Згодом цей рекорд був побитий Кобі Браянтом 2003 року (12) та Стефом Каррі 2016 року (13).
З 1997 по 1998 рік грав у складі «Даллас Маверікс», куди був обміняний на Дерека Гарпера та Еда О'Баннона.
Частину 1998 року виступав у складі «Фінікс Санз».
Наступною командою в кар'єрі гравця була «Нью-Йорк Нікс», за яку він відіграв лише частину сезону 1999 року.
Останньою ж командою в кар'єрі гравця стала «Ванкувер Гріззліс», до складу якої він приєднався 1999 року і за яку відіграв один сезон.

## Коментаторська кар'єра
Після завершення спортивної кар'єри почав працювати коментатором на каналі NBA TV та аналітиком на радіо з матчів «Атланта Гокс».

## Статистика виступів в НБА

### Регулярний сезон
| Сезон             | Команда                 | GP  | GS  | MPG  | FG%  | 3P%  | FT%  | RPG | APG | SPG | BPG | PPG  |
| ----------------- | ----------------------- | --- | --- | ---- | ---- | ---- | ---- | --- | --- | --- | --- | ---- |
| 1990–91           | «Орландо Меджик»        | 82  | 73  | 28.5 | .425 | .374 | .750 | 2.9 | 1.6 | 0.8 | .3  | 15.7 |
| 1991–92           | «Орландо Меджик»        | 18  | 15  | 33.8 | .402 | .326 | .901 | 3.7 | 1.9 | 1.1 | .5  | 19.9 |
| 1992–93           | «Орландо Меджик»        | 54  | 43  | 32.6 | .431 | .403 | .786 | 3.4 | 2.5 | 1.1 | .3  | 15.9 |
| 1993–94           | «Орландо Меджик»        | 82  | 37  | 27.8 | .405 | .399 | .774 | 2.7 | 2.6 | 1.0 | .4  | 12.8 |
| 1994–95           | «Орландо Меджик»        | 62  | 10  | 24.2 | .439 | .426 | .754 | 2.4 | 2.1 | 0.7 | .2  | 12.9 |
| 1995–96           | «Орландо Меджик»        | 82  | 82  | 37.1 | .440 | .425 | .820 | 3.8 | 3.0 | 1.1 | .4  | 17.5 |
| 1996–97           | «Орландо Меджик»        | 66  | 62  | 32.8 | .398 | .394 | .792 | 3.1 | 2.1 | 1.1 | .3  | 12.5 |
| 1997–98           | «Даллас Маверікс»       | 52  | 42  | 34.6 | .387 | .344 | .822 | 3.8 | 2.5 | 0.8 | .6  | 13.6 |
| 1997–98           | «Фінікс Санз»           | 29  | 3   | 17.0 | .438 | .449 | .667 | 1.7 | 0.8 | 0.3 | .2  | 6.2  |
| 1998–99           | «Нью-Йорк Нікс»         | 15  | 0   | 13.7 | .304 | .276 | .250 | 1.3 | 0.5 | 0.2 | .1  | 2.9  |
| 1998–99           | «Міннесота Тімбервулвз» | 21  | 9   | 25.3 | .446 | .426 | .815 | 1.8 | 1.5 | 0.6 | .1  | 9.1  |
| 1999–2000         | «Ванкувер Гріззліс»     | 66  | 0   | 19.1 | .375 | .376 | .842 | 1.6 | 1.0 | 0.4 | .1  | 5.6  |
| Усього за кар'єру | Усього за кар'єру       | 629 | 376 | 28.6 | .417 | .397 | .793 | 2.8 | 2.1 | 0.8 | .3  | 12.9 |

### Плей-оф
| Сезон             | Команда           | GP | GS | MPG  | FG%  | 3P%  | FT%  | RPG | APG | SPG | BPG | PPG  |
| ----------------- | ----------------- | -- | -- | ---- | ---- | ---- | ---- | --- | --- | --- | --- | ---- |
| 1994              | «Орландо Меджик»  | 3  | 3  | 33.0 | .341 | .318 | .800 | 2.0 | 1.0 | 0.7 | 1.0 | 14.3 |
| 1995              | «Орландо Меджик»  | 21 | 15 | 35.5 | .413 | .371 | .850 | 3.0 | 2.1 | 1.0 | .2  | 14.7 |
| 1996              | «Орландо Меджик»  | 12 | 12 | 37.2 | .414 | .377 | .636 | 3.6 | 1.9 | 0.8 | .1  | 11.3 |
| 1997              | «Орландо Меджик»  | 5  | 1  | 18.8 | .261 | .273 | .000 | 1.8 | 1.0 | 0.4 | .0  | 3.0  |
| 1998              | «Фінікс Санз»     | 4  | 0  | 15.5 | .412 | .375 | .000 | 2.0 | 0.3 | 0.3 | .0  | 4.3  |
| Усього за кар'єру | Усього за кар'єру | 45 | 31 | 32.2 | .399 | .364 | .778 | 2.9 | 1.7 | 0.8 | .2  | 11.5 |